# Ánh sáng Kaikoura
Ánh sáng Kaikoura là tên gọi do giới truyền thông New Zealand đặt cho một loạt các vụ chứng kiến UFO xảy ra vào tháng 12 năm 1978, trên bầu trời phía trên dãy núi Kaikoura ở phía đông bắc Đảo Nam của New Zealand.

## Diễn biến
Vụ chứng kiến UFO này xảy ra vào ngày 21 tháng 12 khi phi hành đoàn của một máy bay chở hàng thuộc hãng Safe Air Ltd bắt đầu quan sát thấy hàng loạt thứ ánh sáng kỳ lạ xung quanh máy bay Armstrong Whitworth AW.660 Argosy của họ, bám theo cùng với máy bay trong vòng vài phút trước khi biến mất rồi sau xuất hiện lại ở nơi khác. UFO trông rất lớn và có tới năm ánh đèn nhấp nháy màu trắng dễ nhận thấy trên tàu. Có người cho biết họ có thể nhìn thấy một số đĩa bay nhỏ xíu rơi ra từ chiếc UFO này rồi sau biến mất luôn. Các phi công mô tả một số ánh đèn có kích cỡ bằng cả một ngôi nhà và một số ánh đèn khác nhỏ hơn nhưng nhấp nháy rực rỡ. Những vật thể này đã xuất hiện trên radar của bộ phận kiểm soát không lưu ở Wellington và cả trên radar máy bay.
Ngày 30 tháng 12 năm 1978, một đoàn truyền hình từ Úc đã tới quay phim làm bối cảnh cho một chương trình mạng dành cho các cuộc phỏng vấn về hiện tượng này. Suốt hàng chục phút tại một thời điểm trên chuyến bay đến Christchurch, năm người ngồi trên máy bay đã tận mắt chứng kiến luồng sáng không xác định, do Kiểm soát viên không lưu Wellington theo dõi, và được đoàn truyền hình quay phim màu. Một vật thể lạ được cho là đã bám theo sát gót chiếc máy bay này cho đến tận lúc hạ cánh. Máy bay chở hàng sau lại cất cánh chở đoàn truyền hình vẫn ở yên trên khoang máy bay, hướng đến Blenheim. Khi máy bay đạt độ cao khoảng 2000 feet, nó bắt gặp thứ dường như là một quả cầu phát ra thứ ánh sáng to lớn đã lao ra đầu cánh và bám theo cùng với máy bay chở hàng trong gần một phần tư giờ, trong lúc được quay phim, quan sát, theo vết trên radar của máy bay và qua mô tả trên một đoạn băng ghi âm do đoàn làm phim truyền hình thực hiện.
Hàng loạt vụ nhìn thấy UFO theo sau bản báo cáo ban đầu và một chiếc Skyhawk của phía Không quân được túc trực nhằm điều tra bất kỳ trường hợp chứng kiến UFO tích cực nào. Chúng đã xuất hiện không liên tục kể từ lần nhìn thấy đầu tiên vào tháng 12 năm 1978, với trường hợp gần đây nhất được người dân địa phương tới trình báo trong năm 2015.

## Điều tra
Sau vụ việc này xảy ra, Không quân Hoàng gia New Zealand, cảnh sát và Đài thiên văn Carter ở Wellington đã hợp tác điều tra, kết quả của những cuộc điều tra này được đem giao nộp tại Văn khố Quốc gia ở Wellington. Bộ Quốc phòng New Zealand cho rằng việc nhìn thấy ánh sáng từ những chiếc thuyền câu mực phản chiếu từ những đám mây, thiên thạch chưa cháy, hoặc ánh sáng từ Sao Kim hoặc xe lửa và ô tô.
Nguồn tài liệu do CIA xếp loại mật được tung ra sau khi điều một chiếc máy bay Lockheed P-3 Orion đến khu vực này từ sau các vụ chứng kiến, cho biết rằng hiện tượng này chỉ là "độc nhất vô nhị trong số các báo cáo về UFO dân sự vì có một lượng lớn bằng chứng tài liệu bao gồm hồi ức của bảy nhân chứng, hai đoạn băng ghi âm được thực hiện trong quá trình xảy ra vụ việc, phát hiện một số mục tiêu radar bất thường trên mặt đất và máy bay, và một đoạn phim màu 16mm."
Tháng 12 năm 2010, quân đội New Zealand đã cho công bố một bản báo cáo tuyệt mật về vụ việc dựa theo Đạo luật Tự do Thông tin, đưa ra kết luận tương tự.